# Stadler Rail

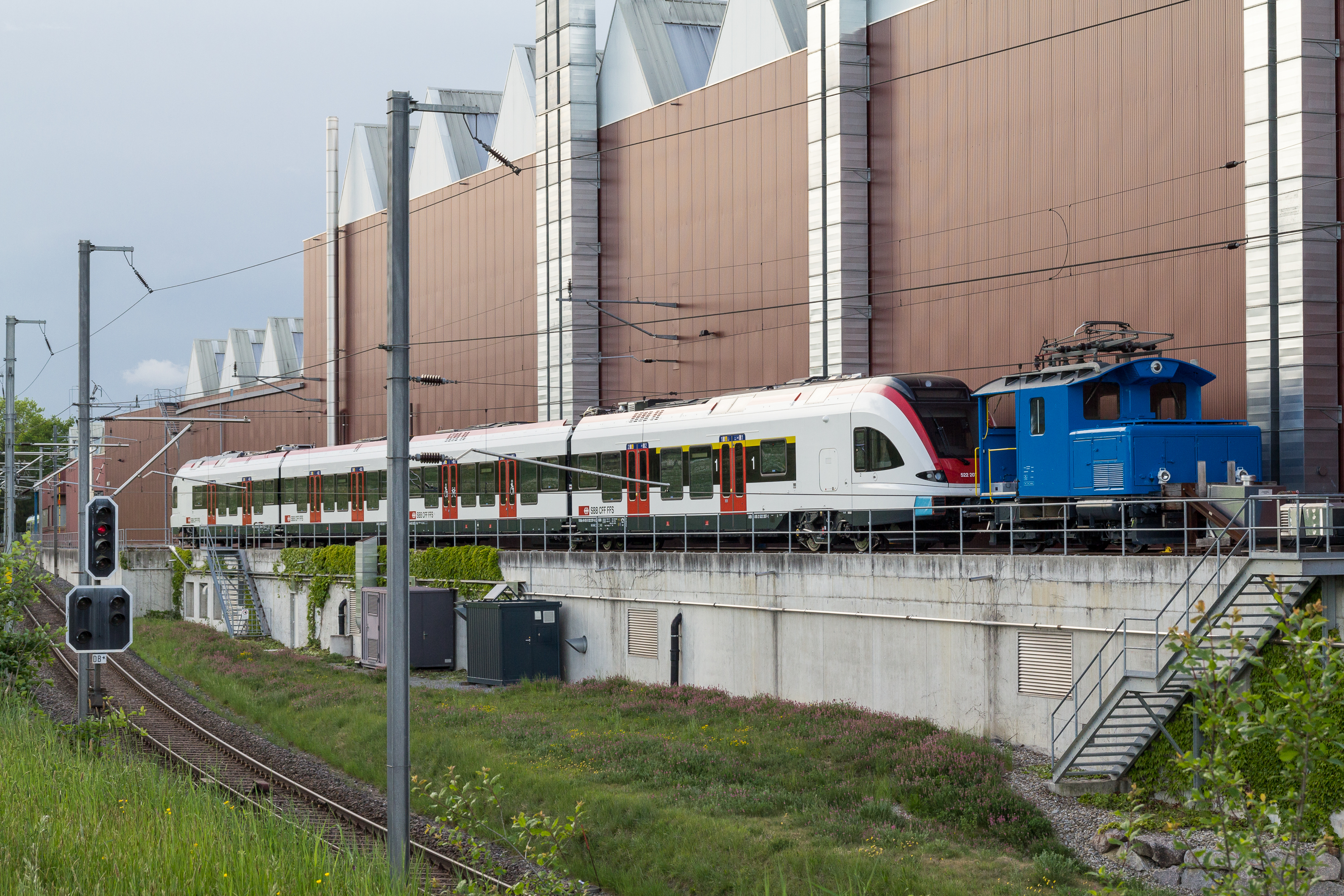
Stadler Rail AG Stammwerk in Bussnang.

Stadler Rail AG is een van oorsprong Zwitserse fabrikant van rollend materieel met wereldwijd ruim 14.000 werknemers in 2023. De hoofdvestiging is in Bussnang in het kanton Thurgau. De omzet was in 2023 ruim CHF 3,6 miljard. Het bedrijf heeft onder andere in Nederland onderhoudswerkplaatsen.

## Geschiedenis
In 1942 werd door Ernst Stadler een ingenieursbureau in Zürich opgericht. Drie jaar later werd begonnen met de productie van accu- en diesellocomotieven voor de rangeerdienst. Na de bouw van de eerste grote montagehal in Bussnang/Thurgau in 1962 werd Stadler Rail AG in 1976 opgericht. Sinds 1984 worden hier railvoertuigen geproduceerd.
Na de dood van Ernst Stadler in 1989 kocht werknemer Peter Spuhler het bedrijf. Onder deze nieuwe directeur-eigenaar heeft Stadler een grote groei doorgemaakt, van 18 naar 1000 man personeel. Spuhler is ook politicus: sinds 1999 is hij lid van de Nationale Raad voor de Zwitserse Volkspartij (SVP). In november 2015 werd Vossloh Rail Vehicles overgenomen door Stadler Rail en gaat verder als Stadler Rail Valencia.
Op zaterdag 20 mei 2017 werd ter gelegenheid van 75 jaar Stadler Rail Open dag gehouden in de werkplaatsen te Altenrhein (SG), Bussnang (TG) en Winterthur (ZH).
Stadler Rail is de enige eigenaar van Solaris Tram geworden na het kopen van 40% van de joint venture van CAF, het Zwitserse bedrijf dat op 19 november 2018 werd aangekondigd.

### Orders
In 1996 bouwde Stadler Rail de eerste dieselelektrisch aangedreven GTW treinstellen voor de voormalige Mittelthurgaubahn (MThB). Twee jaar later volgden tien elektrisch aangedreven GTW treinstellen. Op 12 februari 2013 werd in Stadler-Inbetriebsetzungszentrum te Erlen de 100ste GTW voor Thurbo algeleverd.
Op 24 augustus 2012 plaatsen de spoorwegondernemingen MBC een order voor 4 treinstellen, TRAVYS een order voor 3 treinstellen, MOB een order voor 4 treinstellen en TPF een order voor 6 treinstellen uit kanton Vaud een gemeenschappelijke order voor 17 treinstellen bestaande uit twee of drie rijtuigen. Later plaatsen TPC voor AOMC een order voor 7 treinstellen en MVR een order voor 4 treinstellen een gemeenschappelijke order voor 11 treinstellen bestaande uit twee rijtuigen (GTW). Alle 28 treinstellen worden tussen 2015 en juni 2016 geleverd.
Op 11 mei 2016 werd bekend dat de Canadese Rocky Mountaineer tien dubbeldeks uitzichtrijtuigen heeft besteld. Deze rijtuigen worden vanaf 2018 door fabrieken in Duitsland en Zwitserland geleverd.

## Producten
De volgende typen zijn per serie aangegeven:
- Variobahn, lagevloertram (overgenomen van Adtranz)
- TINA, lagevloertram
- Tango, stadtbahnvoertuig
- Citylink, tramtrein[5] (overgenomen van Vossloh)
- Tramlink, lagevloertram (overgenomen van Vossloh)
- Tramino, lagevloertram (overgenomen van Solaris)
- KISS, dubbeldeks treinstel, materieel voor onder meer Duitse en Zwitserse S-Bahn en Regiobahn.
- FLIRT (Flinker Leichter Innovativer Regional Triebzug), materieel voor onder meer Duitse en Zwitserse S-Bahnen.
- GTW (GelenkTriebWagen)
- WINK (Wandelbarer, Innovativer Nahverkehrs-Kurzzug), materieel voor onder andere Arriva
- Regio-Shuttle (product is overgenomen van Adtranz)
- SMILE ook bekend als Giruno, 29 elfdelige hogesnelheidstreinstellen vanaf 2019 voor SBB tussen Zwitserland en Italië.[6][7]
- EuroDual, een zes-assige elektrische locomotief met een dieselmotor voor niet- geëlektrificeerde spoorlijnen. Inzetbaar voor ieder stroomsysteem.

De volgende type treinen zijn per onderneming aangegeven:
- Spurt, is treinstel voor Arriva
- Velios, was treinstel voor Veolia
- Be 4/8, treinstel voor onder andere Trogenerbahn (TB)
- Be 4/6, treinstel voor onder andere Forchbahn (FB)
- Diakofto - Kalavrita, BDmh 2Z+A/12, treinstel voor Diakofto Kalavrita Railway
- Diamant, treinstel voor BDWM Transport AG (BDWM)
- Diamant, treinstel voor Frauenfeld - Wil Bahn (FW)
- Diamant, treinstel voor Mariazellerbahn
- FC M4c-500, dieselelektrisch treinstel met tandradaandrijving (FC)
- Komet, treinstel met tandradaandrijving voor Matterhorn Gotthard Bahn (MGB)
- NExT, driedelig treinstel voor Regionalverkehr Bern-Solothurn (RBS)
- FINK, driedelig treinstel met tandradaandrijving voor Zentralbahn (ZB)
- ADLER, zevendelig treinstel met tandradaandrijving voor Zentralbahn (ZB)
- Spatz, driedelig treinstel zonder tandradaandrijving voor Zentralbahn (ZB)
- STAR, treinstel voor Aare Seeland Mobil (ASm)
- Allegra, driedelig treinstel voor Rhätische Bahn (RhB)
- Allegra, vierdelig treinstel voor Rhätische Bahn (RhB)
- Retica30, vierdelig treinstel voor Rhätische Bahn (RhB)
- SURF, tweedelig treinstel met tandrad aandrijving voor Transports Publics du Chablais (TPC)
- SURF, tweedelig treinstel met tandradaandrijving voor Transport Montreux-Vevey-Riviera (MVR)
- Alpina, tweedelig treinstel zonder tandradaandrijving voor Montreux–Berner Oberland-Bahn (MOB)
- Alpina, tweedelig treinstel zonder tandradaandrijving voor Chemin de fer Nyon-St.Cergue-Morez (NStCM)
- Alpina, driedelig treinstel zonder tandradaandrijving voor TRAVYS
- Alpina, driedelig treinstel zonder tandradaandrijving voor Transports Publics Fribourgeois (TPF)
- Alpina, treinstel zonder tandradaandrijving voor Chemin de fer Bière-Apples-Morges (MBC)
- BOB ABt8, rijtuigen voor de Berner Oberland-Bahnen (BOB)

Verder produceert Stadler spoorwegmaterieel op maat voor smalspoor- en/of tandradspoorlijnen.

## Locaties
Zwitserland
- Bussnang; hoofdvestiging sinds 1962; 1067 medewerkers (incl. Stadler Rail hoofdkantoor)

productie van de GTW, Flirt, sinds 2010 (diesel)lokomotieven, kleine opdrachten en tandradvoertuigen.
Stadler Bussnang AG

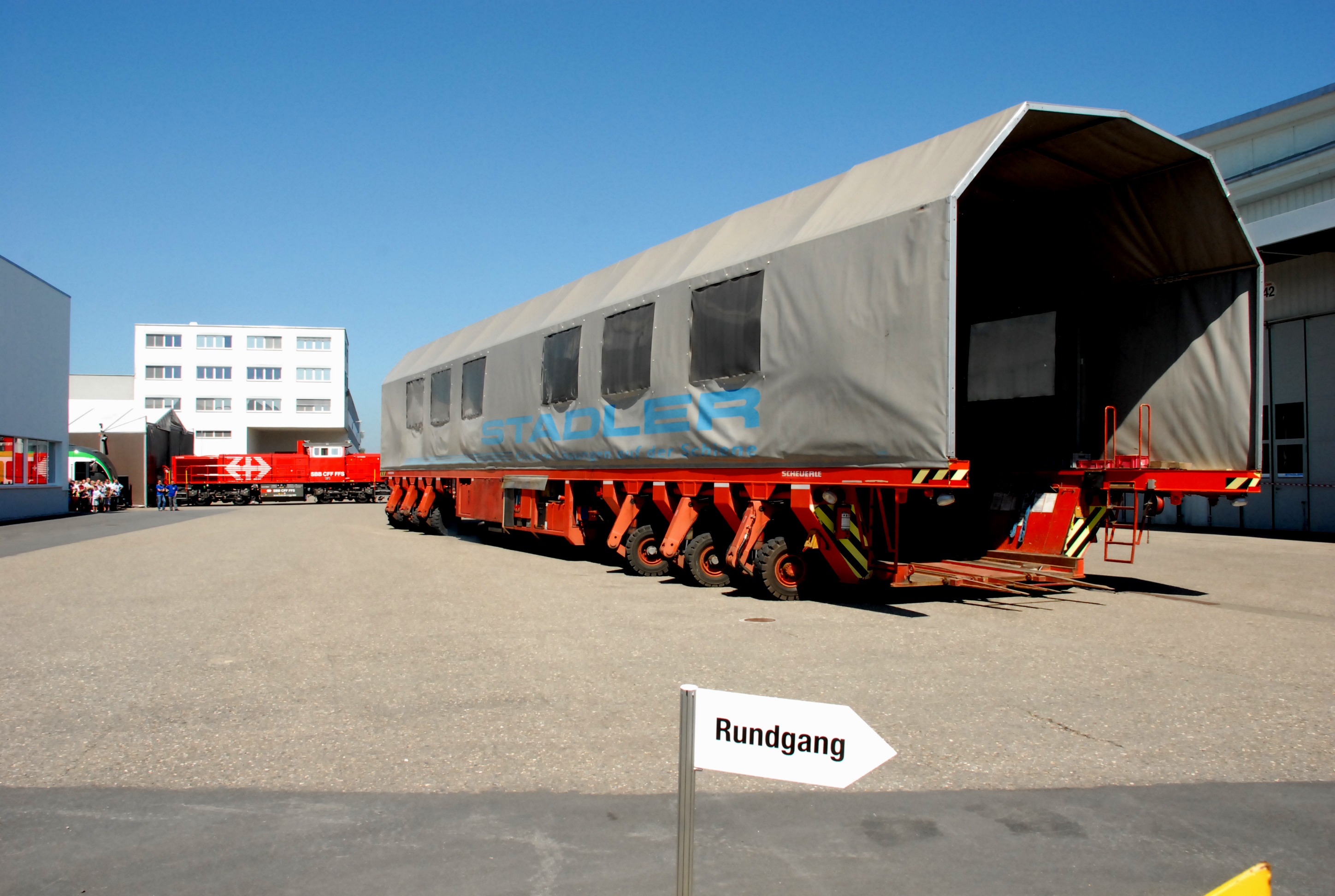
Stadler werkplaats te Altenrhein

- Industriepark Altenrhein; 1997 van Schindler overgenomen; 400 medewerkers

Stadler Altenrhein AG. In 2019 vernoemd in Stadler Rheintal AG.
productie van personenwagens (Glacier Express), tussenwagens voor GTW, tussenwagens voor (SBB RABe 514), Niederflur-Express-Triebzug NExT voor (RBS) en Flirt (SOB), (TRN), Dosto treinen.
Stadler Rheintal AG
- Winterthur; ex Winpro AG (ex SLM) op 7 september 2005 overgenomen; 250 medewerkers

productie: draaistellen, revisie, service en tot 2010 (diesel)locomotieven.
Stadler Winterthur AG
- Biel/Bienne; 2004 van Swiss Metal Casting AG uit faillissement overgenomen

Stadler Stahlguss AG
- Erlen (Thurgau); begin bouw: september 2009, op 22 oktober 2010 in gebruik genomen

Controle- en inregelcentrum (IBS-Zentrum).
Stadler Rheintal AG
- Sankt Margrethen

Duitsland

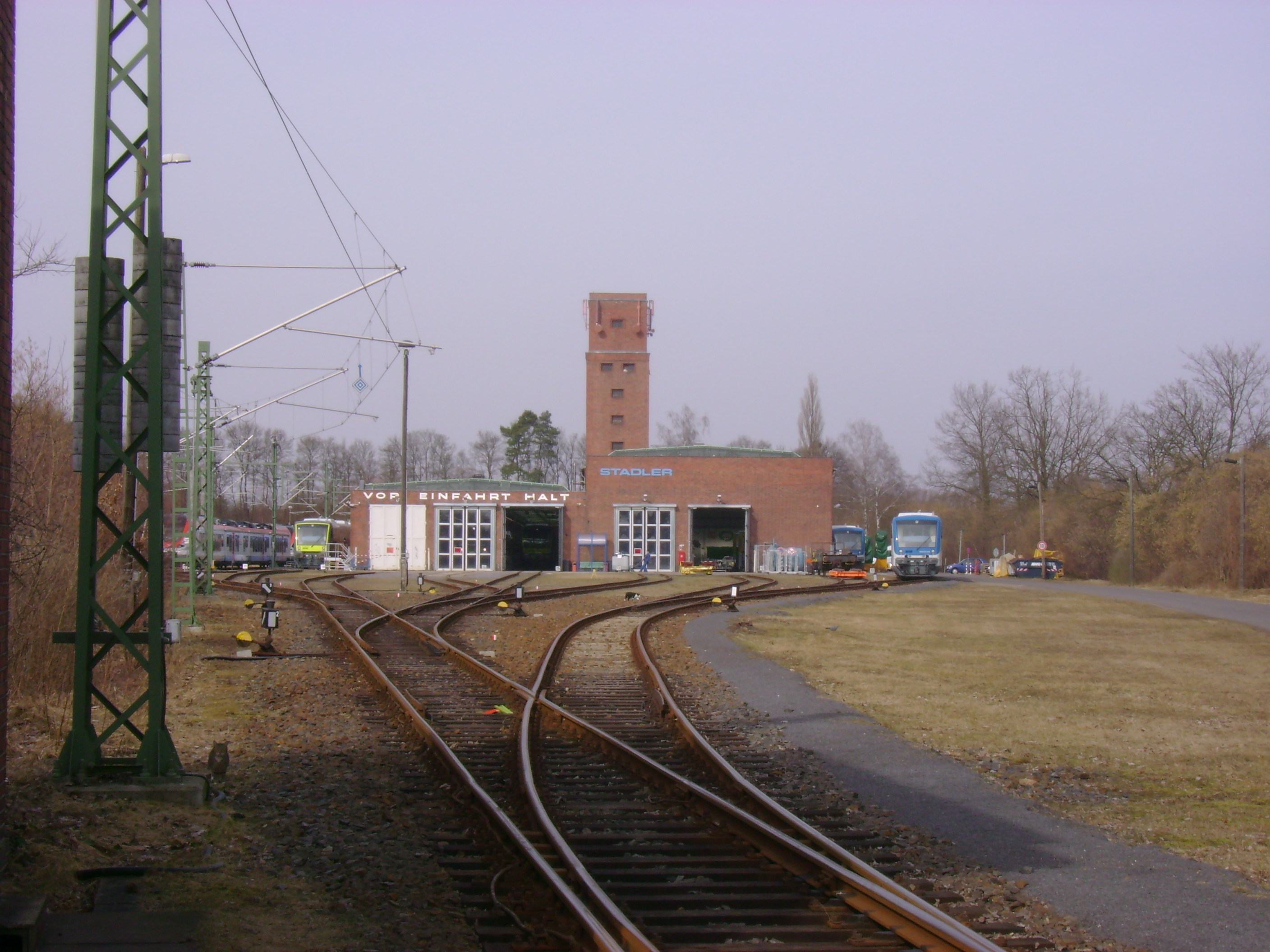
Stadler werkplaats te Pankow

- Berlin-Pankow; 2000/2001 van Adtranz overgenomen; 550 medewerkers

Productie, Flirt voor Duitsland, Regio-Shuttle overgenomen van ADtranz en diverse trams.
Stadler Pankow GmbH
- Berlin-Reinickendorf; 2011 Nieuwe vestiging.

Productie, GTW en Dosto voor Duitsland.
Stadler Pankow GmbH
- Berlin-Hohenschönhausen; 2011 Nieuwe vestiging.[8]

Productie, Variobahn (ook wel Variotram) voor Duitsland, Noorwegen en Engeland.
Stadler Pankow GmbH
- Velten; 2002 Nieuwe vestiging.

Stadler Pankow GmbH
- Weiden; 2005 van Partner für Fahrzeugausstattung (PFA) uit faillissement overgenomen; 90 medewerkers

Stadler Weiden GmbH
Ombouw spoor- en tramwegmaterieel, in 2008 gesloten.
Diverse landen
- Boedapest (Hongarije);

Stadler Szolnok Kft
marketing en distributie en onderhoud
- Siedlce (Polen); opgericht: 2006

Eindproductie, FLIRT, GTW
Stadler Polska Sp. z o.o.
- Kouba, Algerije; opgericht: 2008

Stadler Algérie Eurl

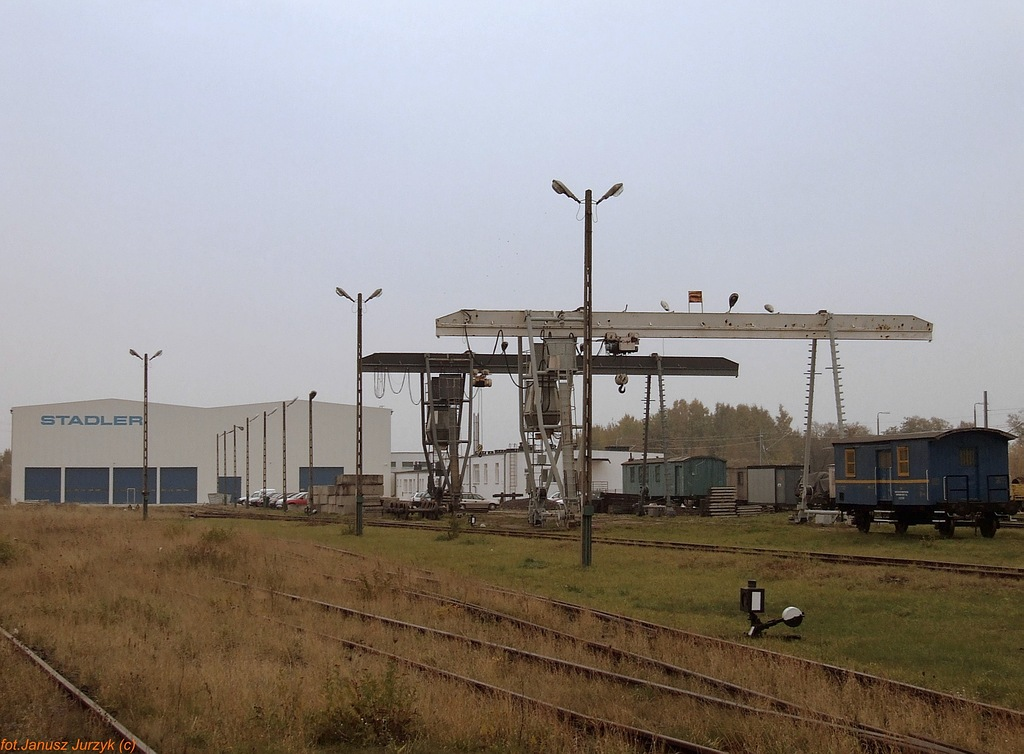
Stadler werkplaats te Siedlce

- Minsk, Wit-Rusland; opgericht: 2013

Stadler Wit-Rusland
- Meran, Italie;

Stadler Italien
- Linz, Oostenrijk

Stadler Österreich
- Szolnok Vasuti Jarmügyarto, Hongarije

Stadler Hongarije Kft
- Praag, Tsjechië

onderzoek en ontwikkeling
Stadler Praha, s.r.o.
- Valencia, Spain

Stadler Rail Valencia S.A.U.
- Sydney, Australia

Stadler Australia Pty Ltd

## Onderhoud
Stadler Rail heeft langlopende onderhoudscontracten in Duitsland, Hongarije, Algerije, Oostenrijk, Italië, Polen, Noorwegen en Zweden en heeft werkplaatsen in deze landen.

### Nederland
Aanvankelijk werd het onderhoud uitgevoerd bij Voith Railservices B.V. maar in februari 2014 zijn de Nederlandse vestigingen van Voith overgenomen door Stadler Service Nederland B.V. Het hoofdkantoor is gevestigd in Apeldoorn. In Nederland heeft Stadler vier werkplaatsen voor onderhoud:
- Leeuwarden, onderhoud treinstellen van het type Spurt in gebruik bij Arriva
- Venlo, voorheen onderhoud treinstellen van het type Velios in gebruik bij Veolia, sinds eind 2016 voor onderhoud treinstellen van het type GTW, Lint en FLIRT in gebruik bij Arriva tevens ook het onderhoud van de Breng GTW van Connexxion
- Hengelo, onderhoud van treinstellen van het type Keolis FLIRT   en een aantal FLIRT's van eurobahn.
- Blerick is een refit-locatie.

### Oostenrijk
ÖBB-Technische Services-GmbH en Stadler Rail gaan een Joint Venture aan onder de naam ÖBB Stadler Service GmbH.
- Wenen, vanaf 2018 onderhoud treinstellen van het type KISS van WESTbahn Management GmbH.[10]